# Åkerblomrörelsen
Åkerblomrörelsen var en religiös sekt aktiv i Österbotten i slutet av 1910-talet och i början av 1920-talet, vars ledare var Maria Åkerblom.
Sekten fick sin början i Snappertuna, då Maria Åkerblom påstås ha fått profetior och hon började predika 1917. Detta förorsakade stor förundran och hon fick många anhängare. I samband med att hon fick möjlighet att predika i Österbotten började också rörelsen att ta form. Inbördeskrig och fattigdom i Finland hade skapat ett sug efter starka andliga ledare och Åkerblom samlade tusentals åhörare. Hon fick särskilt många anhängare i Gamlakarleby (nuförtiden Karleby) och Terjärv. Åkerblom bosatte sig i trakten och i takt med att kyrkan tog avstånd från henne så drog sig medlemmarna mer och mer undan samhället.
Till en början var rörelsen inte särskilt ifrågasatt, men senare uppstod diverse komplikationer. Medlemmar i rörelsen anklagades bland annat för att ha skjutit en länsman, för stölder och våldsdåd.[källa behövs] Efter att polisen börjat intressera sig för rörelsen sålde omkring tvåhundra personer  sina gårdar och ägodelar. Pengarna gavs till rörelsen och hela sekten flyttade till en villa i Helsingfors.
Åkerblomrörelsen kollapsade på 1920-talet då flera av rörelsens ledare, däribland även Maria Åkerblom själv fick fängelsedomar.
Rörelsen skildrades 1972 i TV-filmen Åkerblomsrörelsen samt i filmen Marias Paradis(en) 2019.